# Adem Kastrati
 (août 2025).
La mise en forme du texte ne suit pas les recommandations de Wikipédia : il faut le « wikifier ».
Les points d'amélioration suivants sont les cas les plus fréquents :
- Les titres sont pré-formatés par le logiciel. Ils ne sont ni en capitales, ni en gras.
- Le texte ne doit pas être écrit en capitales (les noms de famille non plus), ni en gras, ni en italique, ni en « petit »…
- Le gras n'est utilisé que pour surligner le titre de l'article dans l'introduction, une seule fois.
- L'italique est rarement utilisé : mots en langue étrangère, titres d'œuvres, noms de bateaux, etc.
- Les citations ne sont pas en italique mais en corps de texte normal. Elles sont entourées par des guillemets français : « et ».
- Les listes à puces sont à éviter, des paragraphes rédigés étant largement préférés. Les tableaux sont à réserver à la présentation de données structurées (résultats, etc.).
- Les appels de note de bas de page (petits chiffres en exposant, introduits par l'outil «  Source ») sont à placer entre la fin de phrase et le point final[comme ça].
- Les liens internes (vers d'autres articles de Wikipédia) sont à choisir avec parcimonie. Créez des liens vers des articles approfondissant le sujet. Les termes génériques sans rapport avec le sujet sont à éviter, ainsi que les répétitions de liens vers un même terme.
- Les liens externes sont à placer uniquement dans une section « Liens externes », à la fin de l'article. Ces liens sont à choisir avec parcimonie suivant les règles définies. Si un lien sert de source à l'article, son insertion dans le texte est à faire par les notes de bas de page.
- La présentation des références doit suivre les conventions bibliographiques. Il est recommandé d'utiliser les modèles {{Ouvrage}}, {{Chapitre}}, {{Article}}, {{Lien web}} et/ou {{Bibliographie}}. Le mode d'édition visuel peut mettre en forme automatiquement les références.
- Insérer une infobox (cadre d'informations à droite) n'est pas obligatoire pour parachever la mise en page.

Pour une aide détaillée, merci de consulter Aide:Wikification.
Si vous pensez que ces points ont été résolus, vous pouvez retirer ce bandeau et améliorer la mise en forme d'un autre article.
 (août 2025).
 (août 2025).
 (août 2025).
Adem Kastrati est né en 1933 dans le village de Karaçevë, dans la région de Dardana au Kosovo, au sein d’une grande famille cultivée, patriote et éprise d’éducation. Il appartient à la première génération de peintres après la Seconde Guerre mondiale. Les périodes tumultueuses durant lesquelles il a grandi, mûri et s’est formé en tant qu’artiste ont indéniablement marqué son œuvre. Son nom occupe une place méritée parmi les artistes figuratifs ayant vécu et créé en ex-Yougoslavie.

## Carrière
Kastrati est considéré comme l’un des doyens des peintres albanais de Macédoine du Nord, pays où il a vécu et créé pendant plus de quarante ans. Dès son plus jeune âge, Adem Kastrati manifesta son talent à travers le modelage et le dessin sur les plaques d’argile polychrome de son village natal. Ce talent s’est affirmé à l’école primaire, où il montra un vif intérêt pour les matières artistiques telles que la poésie et la musique, mais il se distingua surtout comme dessinateur talentueux.
Concernant ses premiers contacts avec l’art figuratif, Kastrati évoquait ses premiers dessins au crayon, loués par son instituteur Mehmet Turani devant ses camarades. Il se souvient également d’avoir dessiné le portrait de son grand-père à l’école primaire, qui, satisfait, lui avait promis qu’« il ferait de lui un ingénieur ». Comme tous les enfants de son village, il passa son enfance à aider aux tâches domestiques, en particulier à garder le bétail. Toutefois, il ne renonçait jamais à ses jeux, notamment à celui avec l’argile du ruisseau de Karaçevë, qu’il modelait en formes humaines, animales et en oiseaux, le plus souvent des colombes en vol, qu’il dessinait ensuite sur des plaques.
Ainsi, progressivement, le monde du dessin et du modelage en argile s’imposa à lui, révélant un avenir prometteur dans le domaine artistique. Cependant, comme souvent, des obstacles vinrent parfois perturber son rêve. Kastrati se remémore notamment une expérience peu agréable de sa jeunesse scolaire : son professeur de dessin à l’école normale de Gjakova, Lirie Tanefi, ne lui attribua jamais la meilleure note, estimant qu’il avait copié une œuvre de Gjorgje Andrejeviq-Kun. Bien que Kastrati admette ne pas connaître alors la perspective, la lumière et l’ombre, ni les autres subtilités du dessin et de la peinture, il ressentit cette note comme injuste et partiale.

## Peintures
Les peintures de Kastrati, s’inscrivant dans la tradition du mimétisme réaliste, présentent des séquences directes de figures humaines et animales, souvent conformes aux ressemblances et illusions visuelles de celles-ci. À partir du contexte de la mission institutionnelle de la peinture, Kastrati utilise cette approche figurative comme pratique sociale d’échange et d’interprétation des valeurs de l’image, qu’elles soient réelles ou construites visuellement. Ses œuvres, en tant que système complexe de présentation, mettent en mouvement les pratiques de production, d’exposition, d’acceptation, de consommation et d’interprétation des surfaces bidimensionnelles pour représenter visuellement le monde réel ou imaginaire.
Grâce à une thématique riche et à des motifs variés, l’œuvre de Kastrati se distingue par un chromatisme intense, soigneusement adapté à l’idée et au concept esthétique figuratif. Avec le temps, ses couleurs atteignent une maturité complète, devenant plus recherchées, denses et parfois plus lumineuses et intenses. Ses réalisations figuratives atteignent des dimensions métaphoriques et symboliques, souvent exprimées à travers des compositions bi- ou polychromatiques.
L’originalité de Kastrati se manifeste notamment dans l’intégration du figuratif dans des intérieurs et extérieurs, enrichissant la texture de ses toiles par l’usage de lignes incisées, cohérentes avec les autres éléments figuratifs et renforçant ainsi son langage artistique. Parmi ses œuvres les plus emblématiques réalisées avec cette technique figurative : Les Petits Dessinateurs, Mon village dans le brouillard, En hiver, Au moulin, Mon village, La Tisanière, La Magie, Le Berger, La Mendiante, La Mère et l’Enfant, Allaiter l’enfant, Femmes se lavant, L’Hospitalité, Le Dîner, Les Mariés, Apporter le repas, La Salle des hommes, Portraits de chefs nationaux, De l’Histoire.
Ses dernières thématiques sont liées à la tragédie du peuple albanais pendant la guerre du Kosovo (1998-1999), tandis que ses peintures inspirées des légendes populaires incluent : Le Pont Sacré, La Sœur aux neuf frères, Les Fiancés gelés.

## Peintures dispersées dans le monde entier
En parallèle de la vente de ses œuvres, Kastrati offrit de nombreuses pièces à ses amis ou à des occasions spéciales en signe de gratitude. Il fit également don de certaines œuvres à des institutions et personnalités influentes, dont l’ambassadeur américain à Belgrade en 1993, Warren Zimmerman, et à des figures politiques internationales ayant soutenu la cause albanaise comme Bill Clinton, Madeleine Albright et Robin Cook. Kastrati offrit aussi des œuvres à des institutions albanaises en Macédoine du Nord : le Théâtre des Nations à Skopje, la Chaire de langue et littérature albanaise, la rédaction du journal Flaka, ainsi que cinq tableaux pour le Musée de Sicile.
Au cours de sa carrière de plus de quarante ans, Kastrati fit de nombreuses expositions individuelles et collectives à Skopje, Tetovo, Gostivar, Struga, Ferizaj, Pristina, Belgrade, Tirana, Gjilan, Gjakovë, Paris, Genève, Munich, Sarajevo, Damas, Amman, Ankara, Istanbul, Ljubljana, Zagreb, Dubrovnik, Subotica, Novi Sad, Palerme, etc. Ses expositions à Paris marquèrent particulièrement le public français.
Environ 2 000 de ses peintures sont aujourd’hui signées et dispersées dans le monde entier. Adem Kastrati est décédé à Skopje le 24 septembre 2000 d’une maladie grave et incurable.